# Literaturjahr 1774
Liste der Literaturjahre

◄◄ | ◄ | 1770 | 1771 | 1772 | 1773 | Literaturjahr 1774 | 1776

Weitere Ereignisse

## Ereignisse

### Prosa
Johann Wolfgang Goethe veröffentlicht im September auf der Leipziger Buchmesse den Briefroman Die Leiden des jungen Werthers. Das kontroversielle Sturm-und-Drang-Werk wird zu seinem zweiten großen Erfolg und macht ihn sogar über Deutschland hinaus bekannt.
In der von Christoph Martin Wieland herausgegebenen Zeitschrift Der Teutsche Merkur erscheinen die ersten Teile seines satirischen Romans Die Abderiten in Fortsetzungen.

### Lyrik
Im Musenalmanach für 1774 erscheint nach mehreren Überarbeitungen die Ballade Lenore von Gottfried August Bürger, die mit allgemeiner Begeisterung begrüßt wird.
Johann Wolfgang Goethe veröffentlicht die Hymne Prometheus. Es basiert auf dem im selben Jahr aufgeführten gleichnamigen Dramenfragment.
Der Jesuitenpater Michael Denis veröffentlicht in seiner Gedichtsammlung Geistliche Lieder zum Gebrauche der hohen Metropolitankirche bey St. Stephan in Wien und des ganzen wienerischen Erzbistums noch ohne Melodie das Adventslied Tauet, Himmel, den Gerechten.

### Drama

Illustration zum 1. Akt des „Götz“ von Johann Heinrich Ramberg

- 12. April: Johann Wolfgang von Goethes Schauspiel Götz von Berlichingen wird in der Inszenierung von Heinrich Gottfried Koch am Berliner Comödienhaus in (zu jener Zeit unüblichen) historischen Kostümen uraufgeführt und macht den Autor mit einem Schlag berühmt. Bereits im Oktober folgt in Hamburg unter der Leitung von Friedrich Ludwig Schröder die nächste Inszenierung des Stückes, bei der neben historischen Kostümen auch historische Kulissen zur Anwendung kommen.
- 23. August: Goethes Trauerspiel Clavigo, das im Juli als erstes Werk nicht anonym, sondern unter dem Namen des Dichters publiziert wurde, wird von der Ackermannschen Gesellschaft in Hamburg uraufgeführt.
- Jakob Michael Reinhold Lenz veröffentlicht die Tragikomödie Der Hofmeister oder Vorteile der Privaterziehung. Die Uraufführung erfolgt erst 1778.

### Periodika
Die von Emanuel Christoph Klüpfel, Heinrich August Ottokar Reichard, Johann Wilhelm Dumpf, Schack Hermann Ewald und Ludwig Christian Lichtenberg gegründeten Gothaischen gelehrten Zeitungen erscheinen erstmals. Verleger Carl Wilhelm Ettinger gibt die Rezensionszeitschrift zweiwöchentlich heraus. Die Gründer verzichten zunächst bei den Rezensionen auf jede eigene Wertung und propagieren stattdessen ein Verfahren zweckmäßiger Auszüge aus den besprochenen Texten, sodass sich der Leser selbst eine Meinung bilden solle. Dies ist vor allem als Reaktion auf die zunehmend wertende und selektive Berichterstattung in vielen anderen gelehrten Blättern der damaligen Zeit zu sehen. Nach nur kurzer Zeit müssen sie jedoch diese Strategie auf Drängen der Leser aufgeben und sich dem „modernen“ Rezensionsstil anpassen.

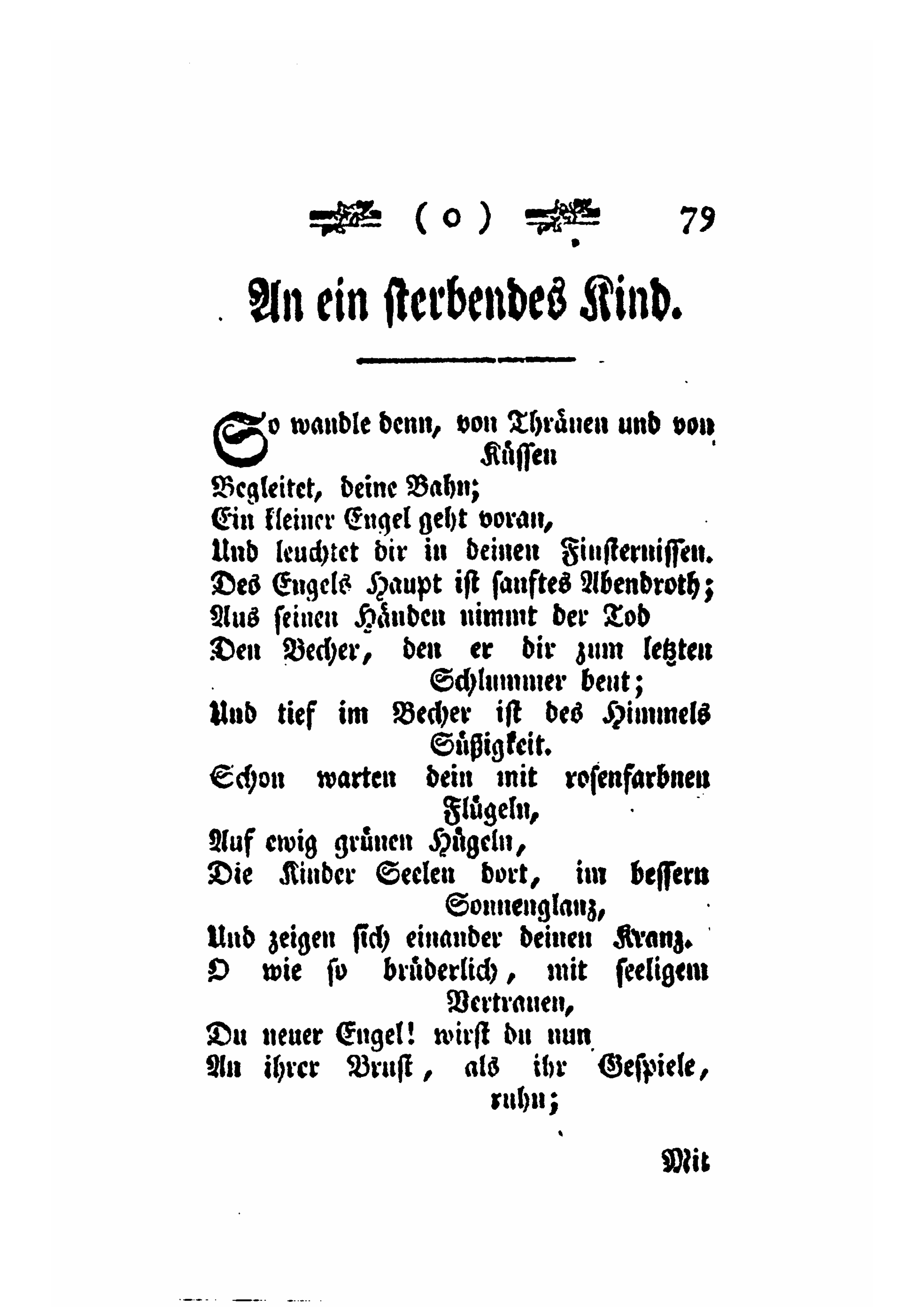
Seite aus Band 1 der Iris

Die speziell an Frauen gerichtete literarische Zeitschrift Iris. Vierteljahresschrift für Frauenzimmer erscheint erstmals. Herausgeber sind Johann Georg Jacobi und Wilhelm Heinse. In den ersten Jahren wird das Blatt im Selbstverlag in Düsseldorf publiziert. Sophie von La Roche veröffentlicht ab dem zweiten Band regelmäßig die Fortsetzungsfolge Freundschaftliche Frauenzimmerbriefe.

### Wissenschaftliche Werke
Johann Gottfried Herder veröffentlicht die geschichtsphilosophische Abhandlung Auch eine Philosophie der Geschichte zur Bildung der Menschheit.

## Geboren

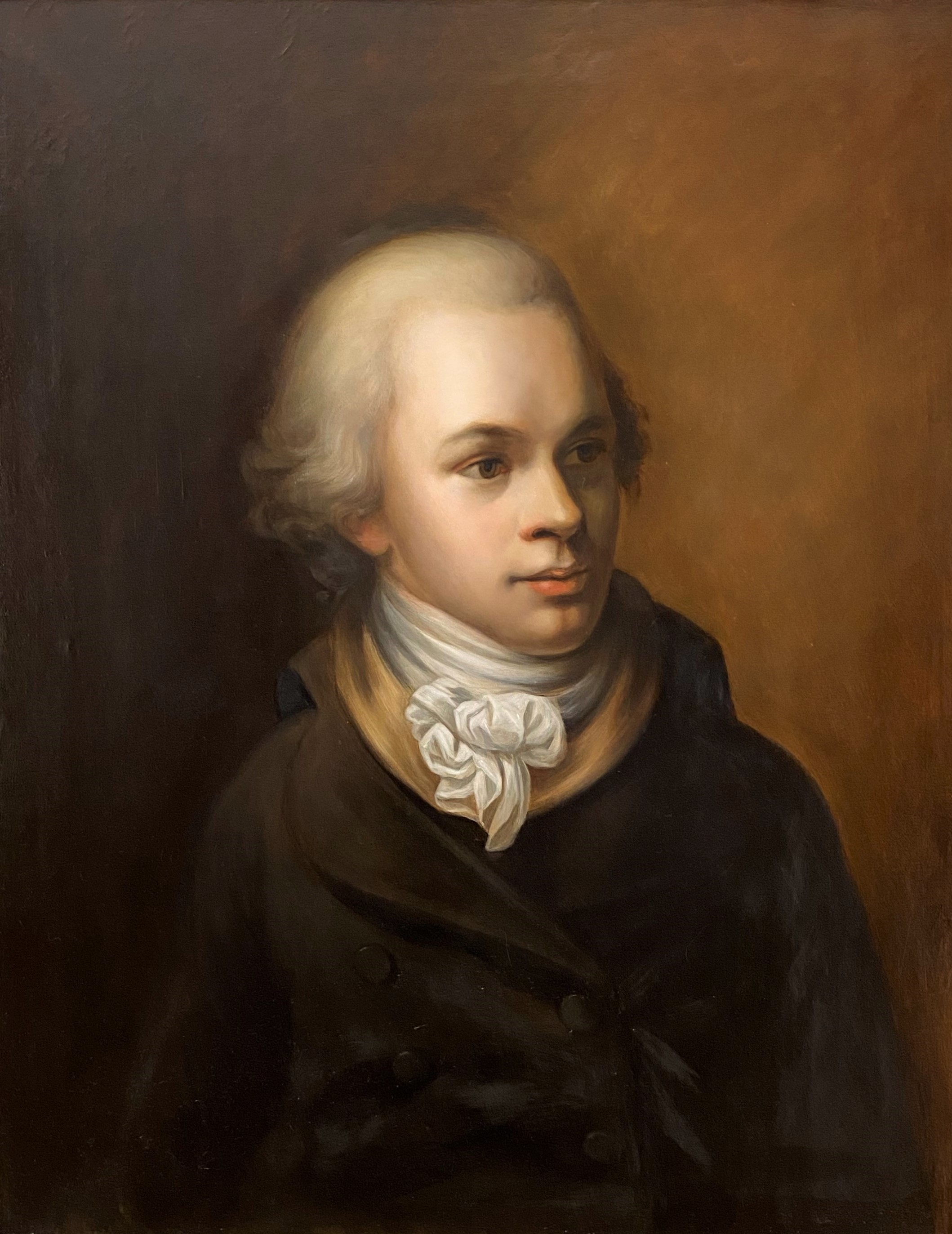
Wilhelm von Türk als 22-jähriger Kammerjunker

- 8. Januar: Wilhelm von Türk, thüringischer Kartograf und Verleger († 1846)
- 26. Februar: Heinrich von Pechmann, deutscher Architekt und Autor († 1861)

- 4. April: Arnold Ignaz Ernst Ferdinand Cajetan Theodor, deutscher Schriftsteller und Organist († 1812)
- 17. April: Friedrich Koenig, deutscher Buchdrucker und Erfinder († 1833)
- 30. April: Friedrich Wilhelm von Mauvillon, preußischer Oberst und Militärschriftsteller († 1851)
- 9. Juni: Joseph von Hammer-Purgstall, österreichischer Diplomat, Orientalist und Übersetzer († 1856)

- 12. Juli: Jonathan Friedrich Bahnmaier, deutscher Theologe und Kirchenlieddichter († 1841)
- 20. Juli: Johann Ernst Daniel Bornschein, deutscher Dramatiker und Romanautor († 1838)
- 26. Juli: Johann Georg Friedrich Wendell, deutscher Buchdrucker und Zeitungsverleger († 1836)

- 12. August: Robert Southey, englischer Geschichtsschreiber und Dichter († 1843)
- 22. August: Bartholomä Herder, deutscher Verleger († 1839)
- 18. Oktober: Adolf Müllner, deutscher Rechtsanwalt und Schriftsteller († 1829)

- 3. November: Gottlieb Friedrich Wagner, deutscher Lehrer, Politiker; schwäbischer Mundartdichter († 1839)
- 22. November: Samuel Christian Pape, deutscher Schriftsteller, Dichter und Theologe († 1817)
- 29. November: Johann Gottfried Gruber, deutscher Literaturhistoriker († 1851)

## Gestorben
- 22. Januar: Gottlieb Wernsdorf I., deutscher Pädagoge, Rhetoriker und Autor (* 1717)
- 4. April: Oliver Goldsmith, irischer Schriftsteller und Arzt (* 1728)
- 28. April: Takebe Ayatari, japanischer Dichter und Maler (* 1719)